# Jan Ignacy Lipiński
Jan Ignacy Szur-Lipiński herbu własnego – burgrabia pomorski w latach 1767–1782.

## Życiorys
W załączniku do depeszy z 2 października 1767 roku do prezydenta Kolegium Spraw Zagranicznych Imperium Rosyjskiego Nikity Panina, poseł rosyjski Nikołaj Repnin określił go jako posła właściwego dla realizacji rosyjskich planów na sejmie 1767 roku, poseł powiatu gdańskiego na sejm 1767 roku.